# Lasioglossum sopinci
Lasioglossum sopinci là một loài Hymenoptera trong họ Halictidae. Loài này được Crawford mô tả khoa học năm 1932.

## Hình ảnh

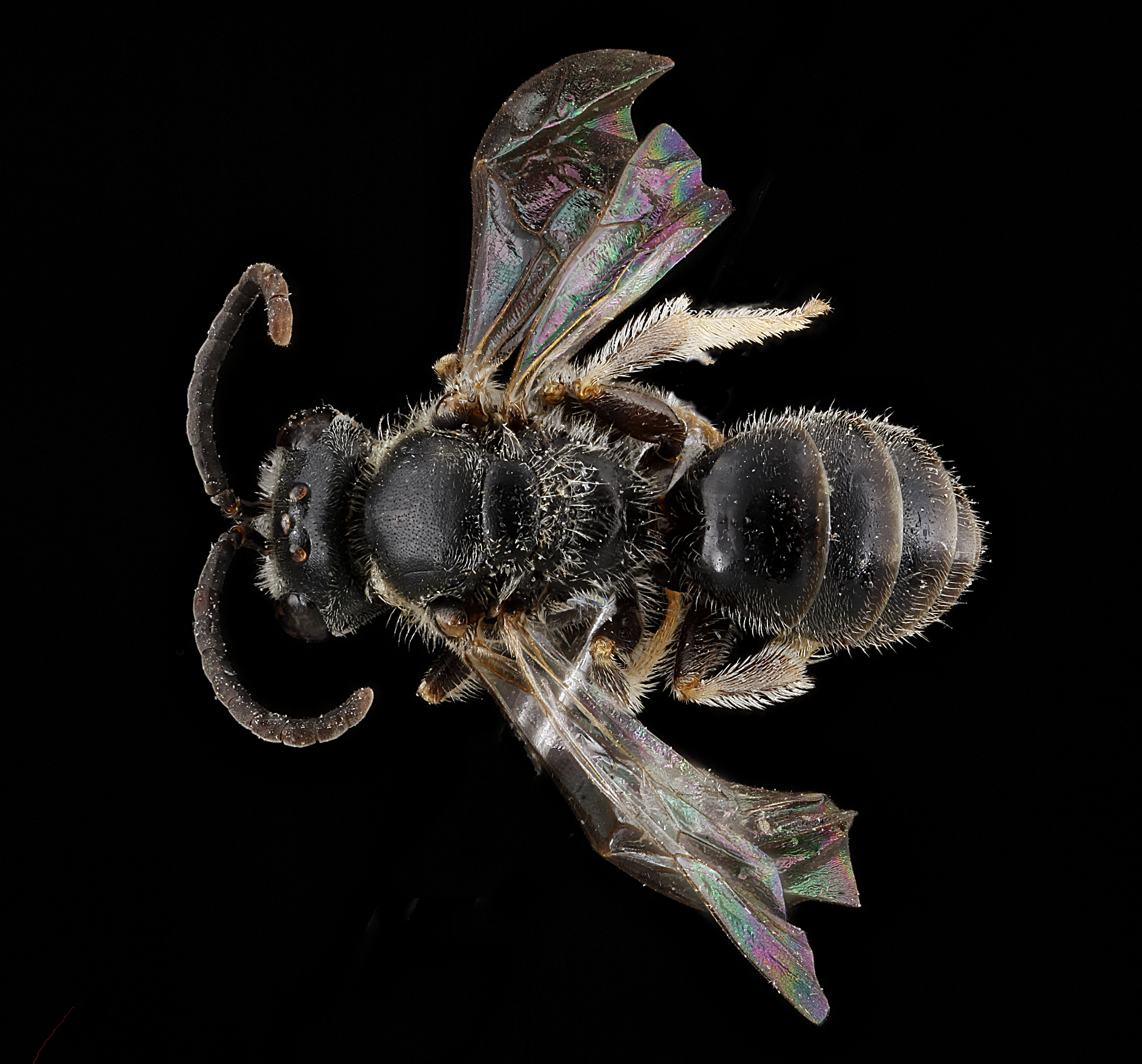
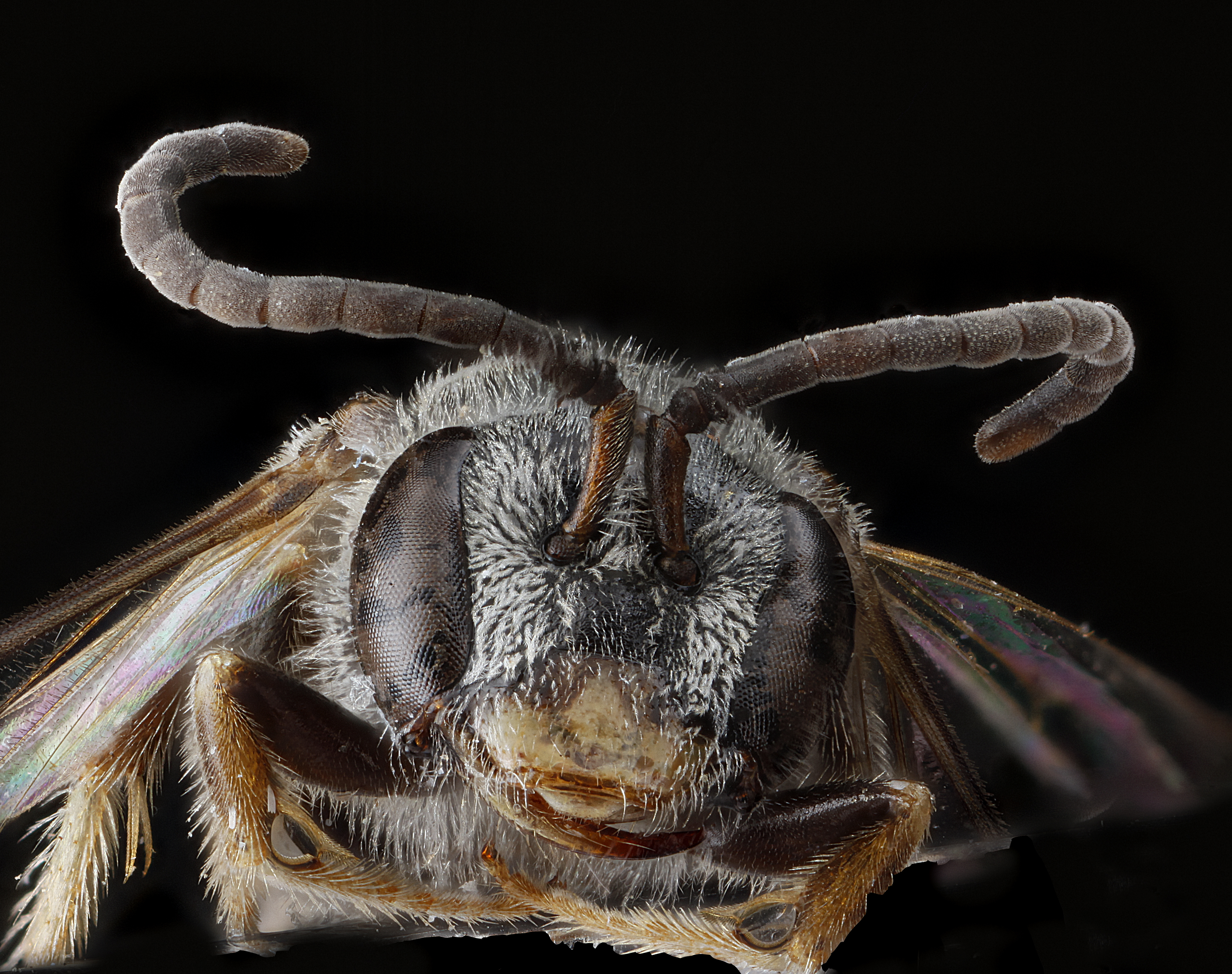
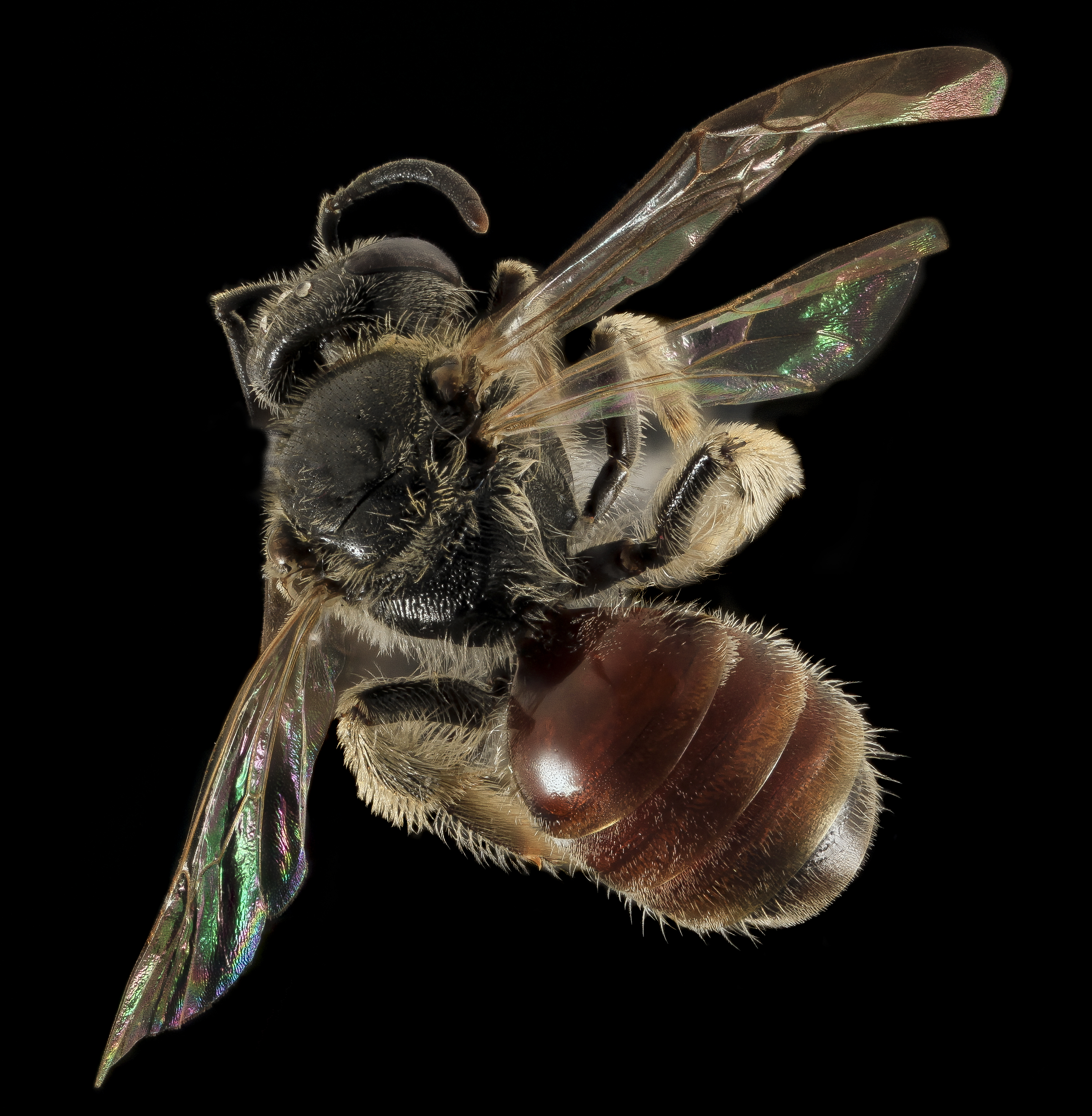
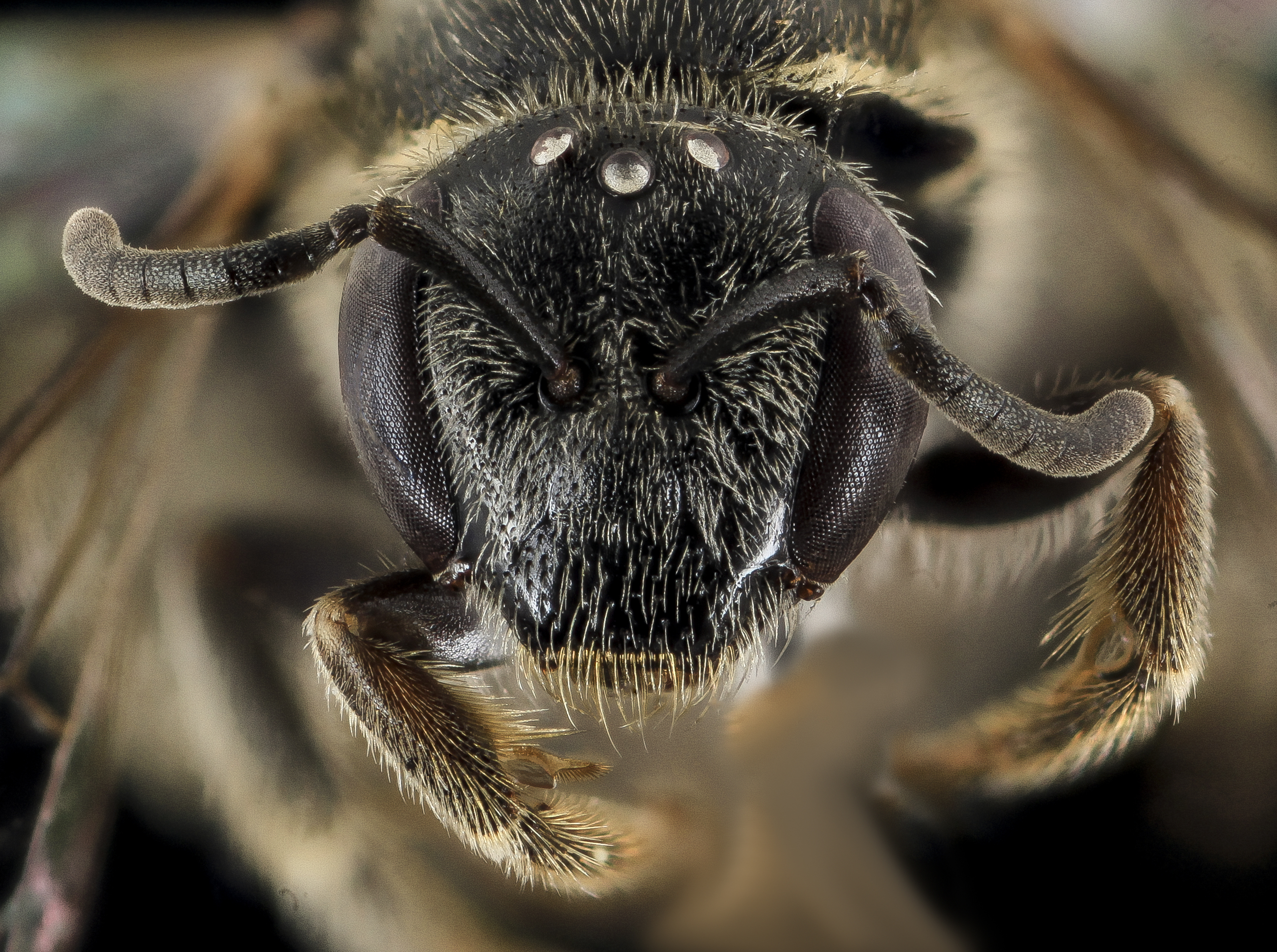